# قطع بالبلازما

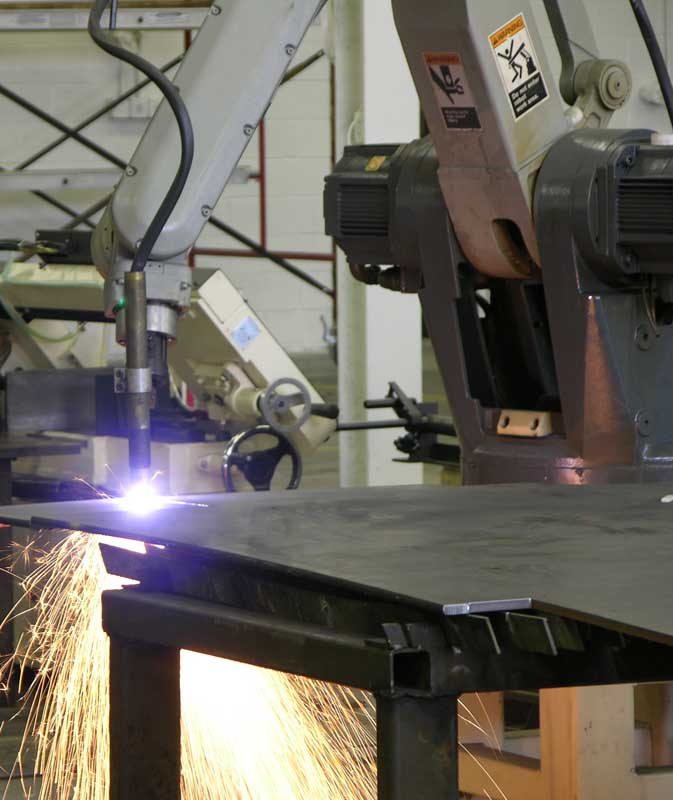
آلة القطع بالبلازما

مقص البلازما أو آلة القطع بالبلازما هي آلة تقطع الفولاذ والمواد الأخرى بواسطة البلازما، مقصات البلازما تبعث قوساً كهربائياً من خلال غاز يمر بداخل فتحة محددة. الغاز قد يزن هواء مثل النيتروجين، أرجون أوكسجين، وغيرها. يسبب هذا ارتفاع بدرجة حرارة الغاز حتى مرحلة يدخل إلى الحالة الرابعة للمادة. وهي حالة البلازما. الفتحة المحددة (الفوهة) والتي يمر الغاز من خلالها تسبب له أن يمر بسرعة فائقة، الغاز فائق السرعة يقص في المعدن المصهور. الغاز موجه أيضاً حول محيط مساحة القص لصد القص.